# Simon Dalby
Simon Dalby (Holstebro, 29 januari 2003) is een Deens wielrenner.

## Carrière
Als eerstejaars belofte maakte Dalby de overstap naar de opleidingsploeg van Uno-X. Hij werd dat jaar onder meer vijfde in de Sundvolden GP en derde in een rit in de Ronde van Italië voor beloften. In zijn tweede seizoen als belofterenner won hij, namens een Deense nationale selectie, een etappe in de Vredeskoers voor beloften. In het eindklassement bleef enkel Antoine Huby hem vier seconden voor. Wel was Dalby de beste in het jongerenklassement. In de Ronde van de Toekomst, die in augustus werd verreden, wonnen Dalby en zijn ploeggenoten van de Deense selectie de ploegentijdrit. In de vierde en vijfde etappe droeg Dalby de leiderstrui, waarna de Amerikaan Matthew Riccitello in de etappe met aankomst op de Col de la Loze de leiding in het klassement overnam.
Namens de hoofdmacht van Uno-X Mobility nam Dalby in februari en maart 2024 deel aan verschillende koersen in Turkije en Frankrijk. In de Classic Var eindigde hij op de negende plaats. In de Route Adélie de Vitré werd hij tiende. In mei werd hij, achter ploeggenoot Idar Andersen, tweede in de Sundvolden GP.

## Overwinningen
2023
2e etappe Vredeskoers, Beloften
Jongerenklassement Vredeskoers, Beloften
3e etappe Ronde van de Toekomst (TTT)
2025
3e etappe Vredeskoers voor beloften

## Resultaten in voornaamste wedstrijden
|      | \| Jaar \| Clásica San Sebastián \| \| ---- \| --------------------- \| \| 2025 \| 102e \| |
| Jaar | Clásica San Sebastián                                                                      |
| 2025 | 102e                                                                                       |

## Ploegen
- 2022 –  Uno-X Dare Development Team
- 2023 –  Uno-X Dare Development Team
- 2024 –  Uno-X Mobility Development Team
- 2025 –  Uno-X Mobility